# Gymnaspis cassida
Gymnaspis cassida är en insektsart som beskrevs av Hall och Williams 1962. Gymnaspis cassida ingår i släktet Gymnaspis och familjen pansarsköldlöss. Inga underarter finns listade i Catalogue of Life.